# Флаг Шуи
Флаг муниципального образования «Городской округ Шу́я» Ивановской области Российской Федерации — опознавательно-правовой знак, служащий официальным символом муниципального образования.
Флаг утверждён 28 мая 2008 года и внесён в Государственный геральдический регистр Российской Федерации с присвоением регистрационного номера 4514.

## Описание
«Флаг города Шуя представляет собой прямоугольное красное полотнище с отношением ширины к длине 2:3, воспроизводящее в центре фигуру герба города: жёлтый брусок с тремя видимыми гранями — передней, обращённой прямо, верхней и левой (высота передней грани бруска — 1/8 ширины полотнища; ширина передней грани бруска — 4/11 длины полотнища; габаритная высота — 5/18 ширины полотнища; габаритная ширина — 5/11 длины полотнища)».

## Символика
Флаг муниципального образования «Городской округ Шуя» составлен на основании герба города Шуя, по правилам и соответствующим традициям геральдики отражает исторические, культурные, экономические традиции города.
За основу герба города Шуи взят исторический герб уездного города Шуя Владимирского Наместничества, Высочайше утверждённый 16 (27) августа 1781 года, описание которого гласит: «В верхней части щита герб Владимирский. В нижней — в красном поле, брус мыла, означающий славные находящиеся в городе мыльные заводы».
Город Шуя, центр Шуйского района, известен с середины XIV века как вотчина князей Шуйских. Впервые упоминается в летописях в 1393—94 годах как значительный населённый пункт Нижегородского княжества.
Мыловарение было самой древней промышленностью города Шуи: первое упоминание о ней зафиксировано в писцовой книге Афанасия Векова в 1629 году. Именно этот факт и послужил основой создания герба города в 1781 году.
Красный цвет флага аллегорически говорит о богатой событиями истории Шуйской земли. Красный цвет в геральдике означает право, силу, мужество, любовь, храбрость.
Жёлтый цвет (золото) — символ величия, прочности, силы, великодушия.